# 光熙門
光熙門（韓語：광희문）是朝鲜王朝的首都汉阳（今首爾特別市）的一个城门，位于首尔城墙东南，它被称为“水口门”（수구문），因为它靠近清溪川。从近代开始，称为“南小门”。
光熙门始建于1396年，在日本統治期間被摧毁。1975年修复。

## 圖集

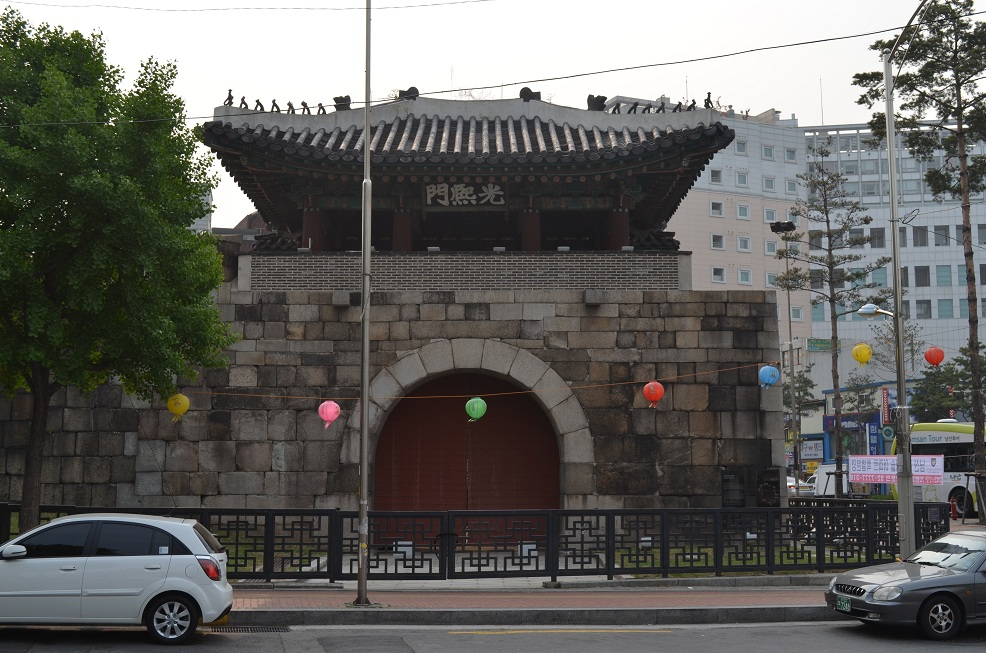
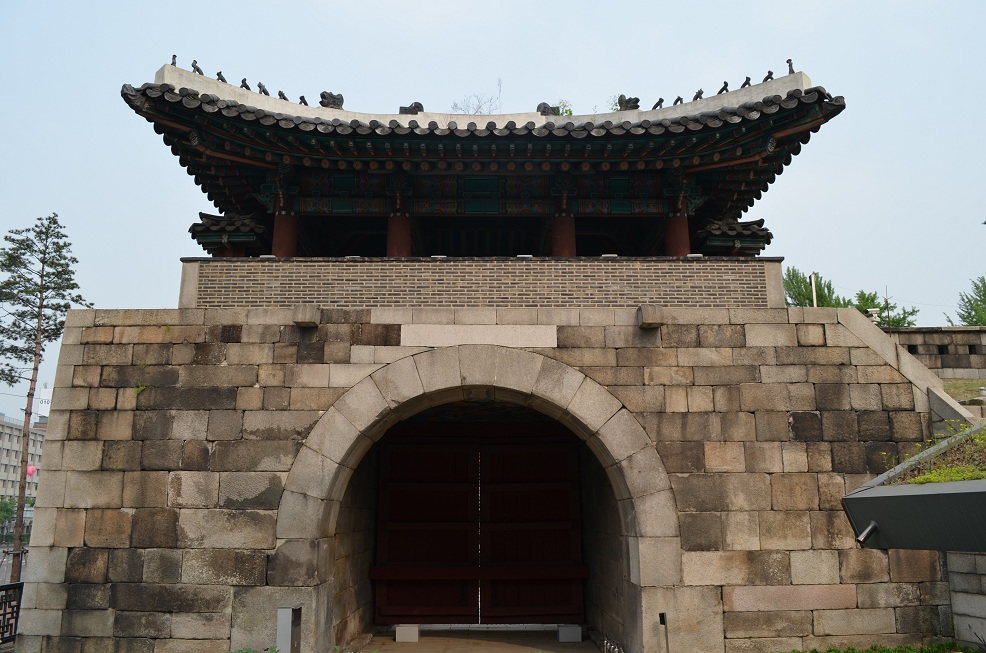
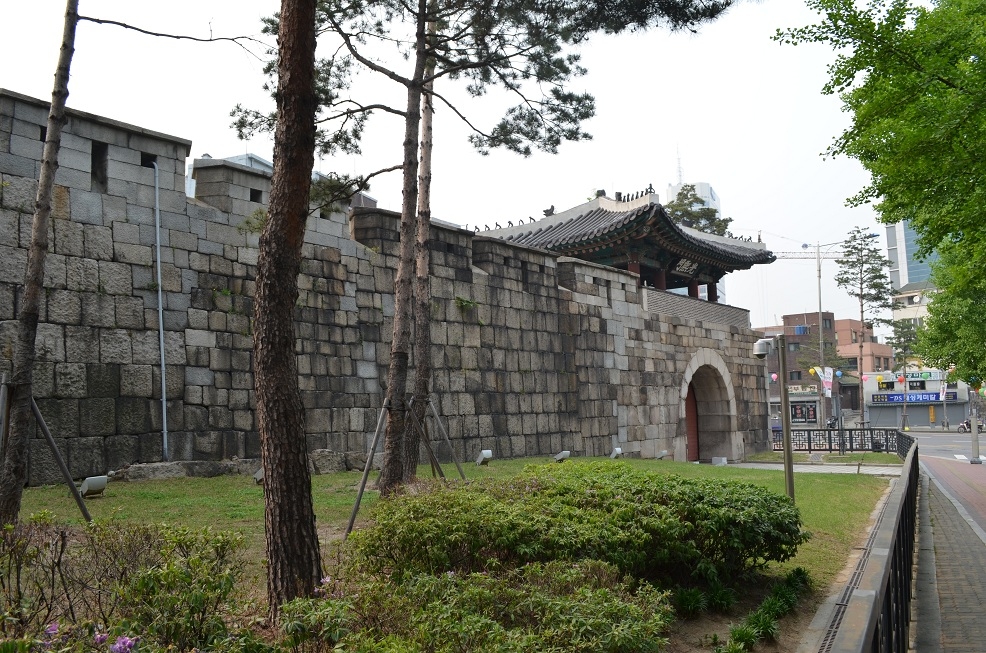
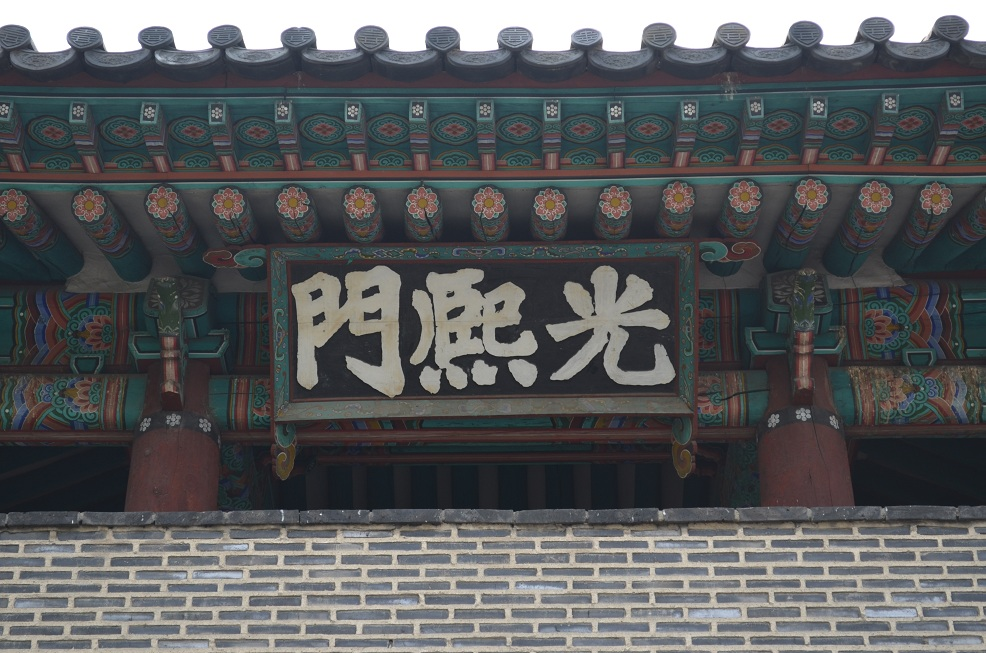
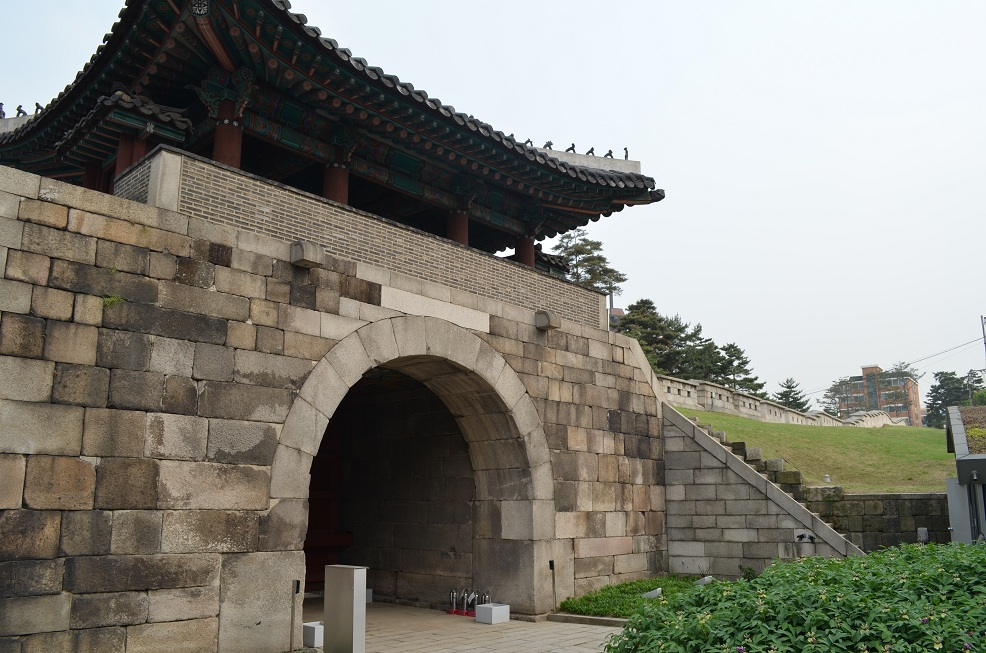
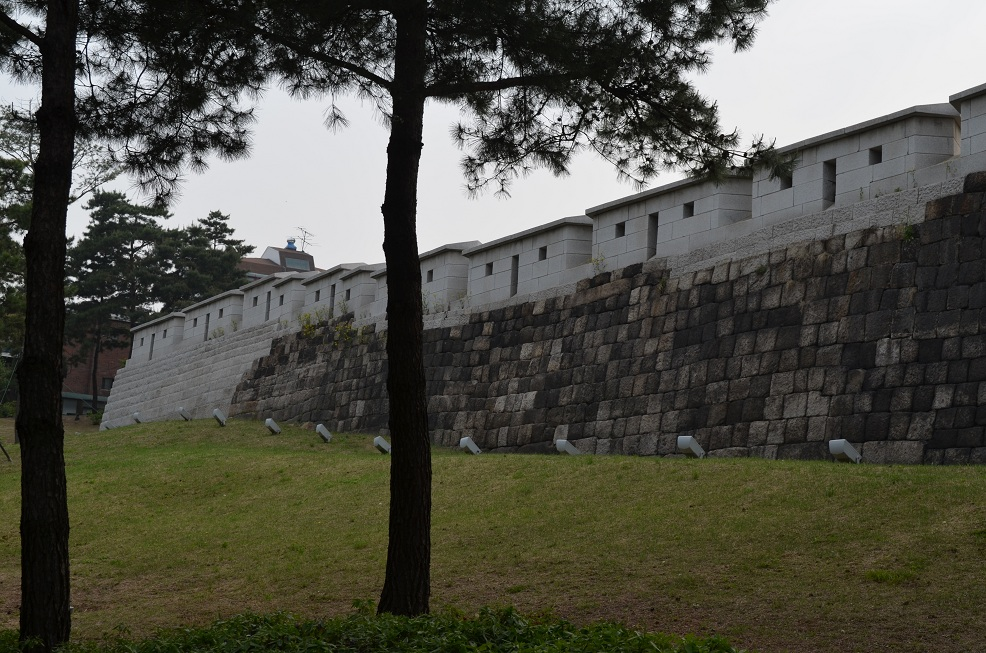
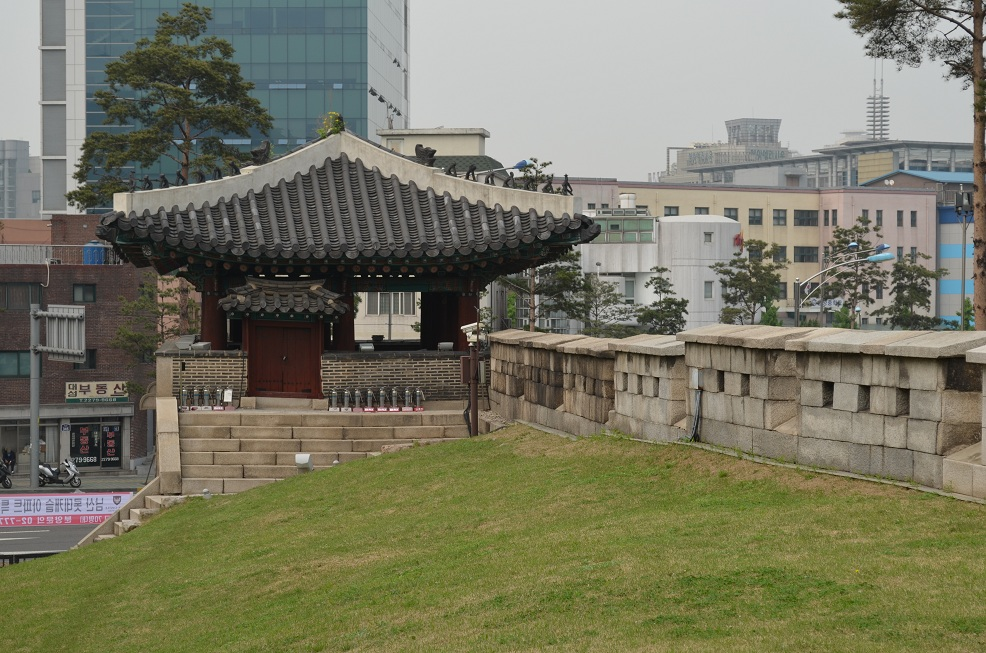
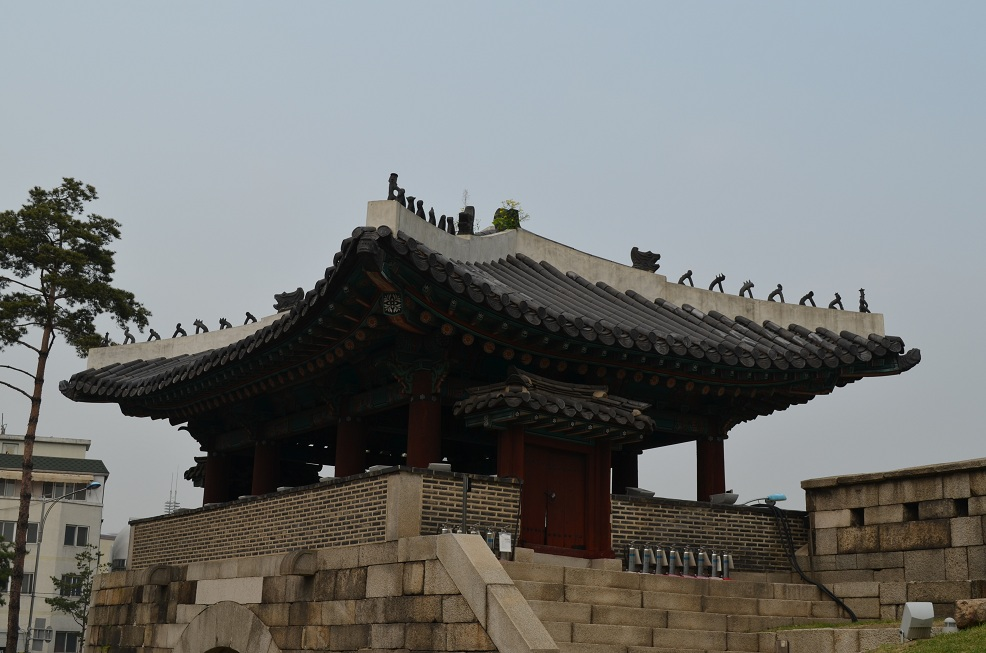
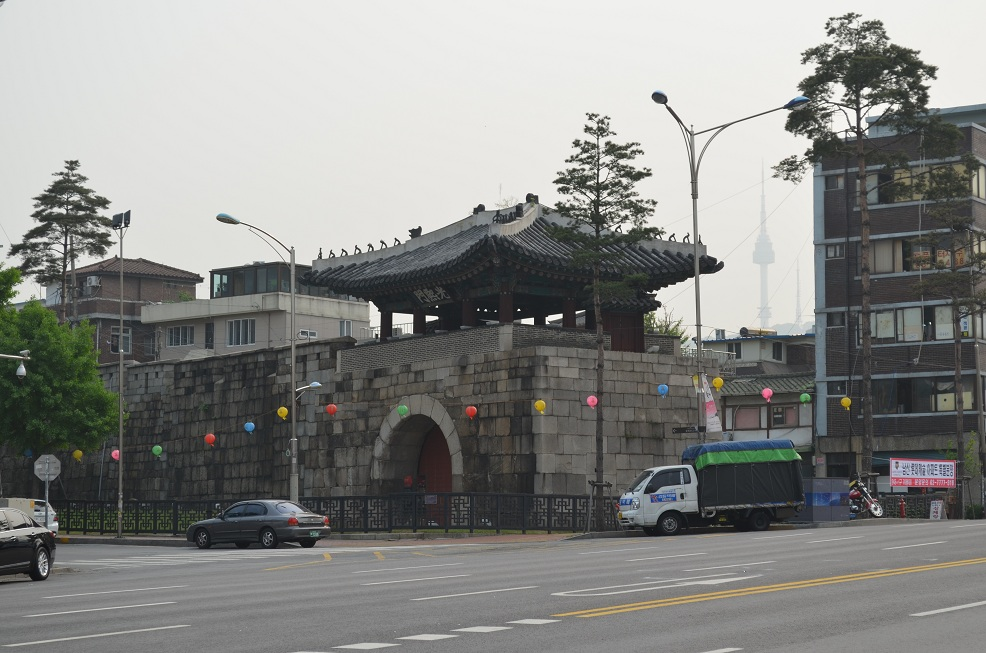